# 24370 Marywang
24370 Marywang este un asteroid din centura principală de asteroizi.

## Descriere
24370 Marywang este un asteroid din centura principală de asteroizi. A fost descoperit pe 5 ianuarie 2000 la Socorro, New Mexico, în cadrul proiectului LINEAR. Asteroidul prezintă o orbită caracterizată de o semiaxă mare de 2,37 ua, o excentricitate de 0,13 și o înclinație de 6,9° în raport cu ecliptica.